# الجدل القائم حول فصل وكلاء وزارة العدل الأمريكية
أمرت وزارة العدل في ظل إدارة جورج بوش الابن بالفصل لمنتصف المدة بشكل غير مسبوق لسبعة وكلاء لوزارة العدل الأمريكية في 7 ديسمبر 2006. ركزت تحقيقات الكونغرس على ما إذا كان وكلاء وزارة العدل الأمريكية والبيت الأبيض يستخدمون منصب وكيل وزارة العدل الأمريكية لتحقيق مكاسب سياسية. كانت المزاعم أن بعض الوكلاء قد استُهدفوا بالفصل لعرقلة التحقيقات مع بعض السياسيين الجمهوريين في حين استُهدف بعضهم لفشلهم في بدء التحقيقات التي من شأنها الإضرار بالسياسيين الديمقراطيين أو إعاقة الناخبين ذوي الميول الديمقراطية. استُبدل وكلاء وزارة العدل الأمريكية بوكلاء مؤقتين، بموجب أحكام قانون باتريوت أكت لعام 2005 لإعادة التفويض.
ووجد تقرير لاحق للمفتش العام بوزارة العدل في أكتوبر 2008 أن العملية المستخدمة لإقالة الوكلاء السبعة الأوائل، واثنين آخرين فُصلا في نفس الوقت تقريبًا، «تعسفية» و «معيبة بشكل أساسي» و «مثيرة للشكوك حول نزاهة قرارات النيابة العامة». أغلق المدعون العامون في وزارة العدل التحقيق الذي دام لعامين في يوليو 2010 دون توجيه اتهامات، بعد التأكد من أن الفصل كان غير لائق سياسيًا، ولكن ليس جنحة أو جريمة جنائية، قائلين: «لا يوجد أي دليل على جنحة أو جريمة جنائية فيما يتعلق بفصل ديفيد إغليسياس، وقرر فريق التحقيق أيضًا أن الأدلة لا تبرر توسيع نطاق التحقيق إلى ما بعد فصل إغليسياس.»

## الملخص
يُطلب من جميع وكلاء وزارة العدل الأمريكية الاستقالة في بداية أي إدارة جديدة كما هو متعارف. يجوز للرئيس الجديد أن يختار الاحتفاظ بأي وكيل للوزارة أو عزله. ومن المتعارف أيضًا أنهم يُستبدلون بالكامل فقط في بداية إدارة البيت الأبيض الجديدة. يشغل المدعون العامون في الولايات المتحدة منصبًا سياسيًا، حيث يرشح الرئيس الوكلاء لمنصبهم ويؤكد مجلس الشيوخ الترشيح، وبالتالي هم يعملون بما ينسجم مع سياسة الرئيس. عندما يكون الرئيس الجديد من حزب سياسي مختلف عن الرئيس الذي سبقه، عادةً ما تُقبل جميع الاستقالات، قبل أن تُشغل المناصب من قبل المعينين الجدد، عادةً من حزب الرئيس الجديد. تُعتبر حيادية وكيل وزارة العدل الأمريكية أمرًا أساسيًا لإثبات فعاليته السياسية في إقرار القضايا التي يجب متابعتها وفي مناقشة هذه القضايا أمام قضاة ومحلفين ذوي آراء مختلفة، بغض النظر عن أنه يُعين سياسيًا بالأساس.
كان بعض أعضاء مجلس الشيوخ الأمريكي قلقين بشأن بند في إعادة تفويض عام 2006 لقانون باتريوت أكت الأمريكي الذي ألغى الحد الأقصى لمدة 120 يومًا للتعيينات المؤقتة لوكلاء وزارة العدل الأمريكية الذي حدده المدعي العام للولايات المتحدة لملء الشواغر. سمح قانون باتريوت أكت الأمريكي المنقح للمدعي العام بتعيين وكلاء مؤقتين لوزارة العدل الأمريكية دون حد زمني، دون الحاجة إلى الحصول على تأييد مجلس الشيوخ. أدى التغيير في القانون إلى تقويض سلطة التثبيت التي يتمتع بها مجلس الشيوخ، ومنح النائب العام صلاحيات تعيين أكبر من الرئيس نفسه، نظرًا لأن تعيين الرئيس لوكلاء وزارة العدل الأمريكية يحتاج إلى تأييد مجلس الشيوخ، في حين تعيين النائب العام لا يحتاج إلى ذلك.
كان مجلس الشيوخ قلقًا من أنه بإقالة وكلاء وزارة العدل الأمريكية السبعة الذين وافق عليهم مجلس الشيوخ، ستعمل الإدارة الجديدة بملء الشواغر بخياراتها الخاصة، متجاوزةً تأييد مجلس الشيوخ والمشاورات التقليدية مع أعضاء مجلس الشيوخ في عملية الاختيار. ألغى الكونغرس هذا البند في 14 يونيو 2007، وسرعان ما وقع الرئيس بوش على مشروع القانون ليصبح قانونًا رسميًا.

### ضبابية منطق الإدارة
كانت أسباب إقالة كل وكيل من الوكلاء السبعة غير واضحة. يوجد دافعان مقترحان لذلك: رغبة الإدارة في إفساح المجال لوكلاء وزارة العدل الأمريكية الأكثر تعاطفًا مع الأجندة السياسية للإدارة، ورغبة الإدارة في تعزيز حياة المحافظين الواعدين. قال النقاد إن المحامين أقيلوا لفشلهم في مقاضاة السياسيين الديمقراطيين، أو لفشلهم في مقاضاة مزاعم تزوير الانتخابات التي من شأنها أن تعرقل تسجيل الناخبين الديمقراطيين، أو انتقامًا لمقاضاة سياسيين جمهوريين، أو لفشلهم في متابعة محاكمات كبار المنتهكين جنسيًا. في حين بررت الإدارة وأنصارها موقفها مبينةً ان فصل الوكلاء جاء لأسباب مرتبطة بالأداء الوظيفي «تتعلق بالسياسة والأولويات والإدارة»، وأن الوكلاء يعملون بما ينسجم مع سياسة الرئيس. بشكل مناقض، تلقى ستة وكلاء على الأقل من الوكلاء المفصولين سابقًا تقييمات إيجابية لأدائهم من وزارة العدل في الفترة الأخيرة. خلص تحقيق المفتش العام بوزارة العدل في سبتمبر 2008 إلى أن الفصل كان لدوافع سياسية وهو قرار غير لائق سياسيًا.
أصدرت إدارة بوش بيانات متغيرة ومتناقضة حول الجدول الزمني للتخطيط للفصل، والأشخاص الذين أمروا بالفصل، وأسباب الفصل. بقيت قائمة الوكلاء الذين سيتعرضون للفصل، الأصلية والمتغيرة، مبهمة وغير واضحة. عين المدعي العام مايكل موكاسي القائم بأعمال المدعي العام للولايات المتحدة لمنطقة كونيتيكت، نورا دانيي، كمدعية عامة خاصة لتحديد ما إذا كان مسؤولو الإدارة قد زوروا شهادتهم أمام الكونغرس، كنوع من الرد على تقرير المفتش العام في سبتمبر 2008. خلص تحقيقها إلى عدم وجود أدلة كافية لاتهام أي شخص بالحنث باليمين.

### إضفاء الطابع السياسي على التوظيف في وزارة العدل
فوض المدعي العام غونزاليس، في مذكرة سرية بتاريخ 1 مارس 2006، السلطة لكبار موظفي وزارة العدل مونيكا غودلينج وكايل سامبسون لتوظيف وفصل المعينين السياسيين وبعض مناصب الخدمة المدنية.
أعلنت وزارة العدل في 2 مايو 2007 عن فتح تحقيقين منفصلين في التعيينات التي أجرتها غودلينج: أحدهما من قبل المفتش العام للوزارة، والثاني من قبل مكتب المسؤولية المهنية. صرحت غودلينج بأنها «تجاوزت الحدود» وانتهكت قوانين الخدمة المدنية التي تنظم التوظيف في وظائف الخدمة المدنية، وراجعت العوامل السياسية بشكل غير ملائم في تقييم المتقدمين، أثناء شهادتها أمام اللجنة القضائية في مجلس النواب في 23 مايو 2007.